# Università Ateneo de Manila
L'Ateneo de Manila University (chiamata anche Ateneo de Manila o semplicemente Ateneo), a Quezon City, Metro Manila, è un'università privata filippina.

## Storia
L'università è stata fondata nel 1859 dalla Compagnia di Gesù ed è la terza università più antica delle Filippine. È diventata privata durante l'occupazione americana dell'arcipelago e la sua sede si è spostata in quell'occasione da Manila a Quezon City.

## Rettori
- Bienvenido Nebres